# Diaeretellus ephippium
Diaeretellus ephippium är en stekelart som först beskrevs av Alexander Henry Haliday 1833.  Diaeretellus ephippium ingår i släktet Diaeretellus och familjen bracksteklar. Arten är reproducerande i Sverige. Inga underarter finns listade i Catalogue of Life.